# When Will I See You Again (album Thomasa Andersa)
When Will I See You Again – czwarty album niemieckiego piosenkarza Thomasa Andersa, wydany 17 września 1993 roku.

## Lista utworów
| Nr  | Tytuł utworu                                         | Długość |
| --- | ---------------------------------------------------- | ------- |
| 1.  | „When Will I See You Again” (oraz The Three Degrees) | 3:34    |
| 2.  | „Dangerous Lies”                                     | 3:38    |
| 3.  | „I'll Love You Forever”                              | 3:45    |
| 4.  | „Midnight”                                           | 3:58    |
| 5.  | „Marathon Of Life”                                   | 3:38    |
| 6.  | „Is It My Love”                                      | 3:37    |
| 7.  | „The Love In Me”                                     | 4:02    |
| 8.  | „Stay A Little Longer”                               | 3:53    |
| 9.  | „Dance In Heaven”                                    | 4:02    |
| 10. | „Shipwrecked”                                        | 3:45    |
| 11. | „Hold My Hand”                                       | 3:40    |
| 12. | „When Will I See You Again (Unplugged Version)”      | 3:00    |
|     |                                                      | 44:32   |

Na podstawie Discogs.